# 형석중학교
형석중학교(亨碩中學校)는 대한민국 충청북도 증평군 증평읍 미암리에 있는 사립 중학교이다.

## 학교 연혁
- 1969년 11월 18일 : 학교법인 미덕학원, 평안중학교 설립 인가
- 1970년 3월 20일 : 개교(신입생 입학식 거행)
- 1975년 9월 15일 : 학교법인 평안학원 인가
- 1979년 3월 1일 : 학교법인 형석학원으로 명칭 개정
- 1979년 3월 1일 : 형석중학교로 교명 변경
- 1991년 5월 7일 : 제2대 채훈관 이사장 취임
- 2009년 11월 13일 : 자율학교 지정(2010~2015)
- 2012년 2월 13일 : 사교육절감형 창의경영학교 지정(교육과학기술부장관)
- 2019년 4월 16일 : 형석중학교 소규모옥외체육관 ‘창조관’ 준공식
- 2020년 9월 21일 : 한국과학창의재단 교육기부 모델학교 선정
- 2021년 3월 1일 : 행복씨앗학교 지정
- 2023년 3월 1일 : 제16대 이덕순 교장 취임

## 참고 자료
- 형석중학교 - 한국교육학술정보원 학교알리미